# Битва при Оре
Битва при Оре́ (англ. Battle of Auray, фр. Bataille d'Auray) — одна из ключевых битв Столетней войны между Англией и Францией под городом Оре.
Сражению предшествовала осада города английскими войсками под предводительством герцога Бретонского Жана V Доблестного после провала мирных переговоров в 1364 году. Английские войска вступили в город и осадили замок, блокированный с моря английским флотом. Лишённые провианта осаждённые были готовы капитулировать уже 29 сентября при условии, что к этому времени к защитникам замка не подоспеет подмога.
27 сентября войска Карла де Блуа находились близ аббатства неподалёку от города. 28 сентября французские войска высадились на левом берегу реки, заняв позицию напротив замка. Опасаясь окружения, Жан с войсками покинул город и расположился на склонах правого берега реки. 29 сентября после бесплодных переговоров французские войска переправились через реку и расположились фронтом к югу, заняв крайне неудачную позицию на болотистой равнине к северу от замка. Английские войска выстроились напротив, ожидая атаки французов.

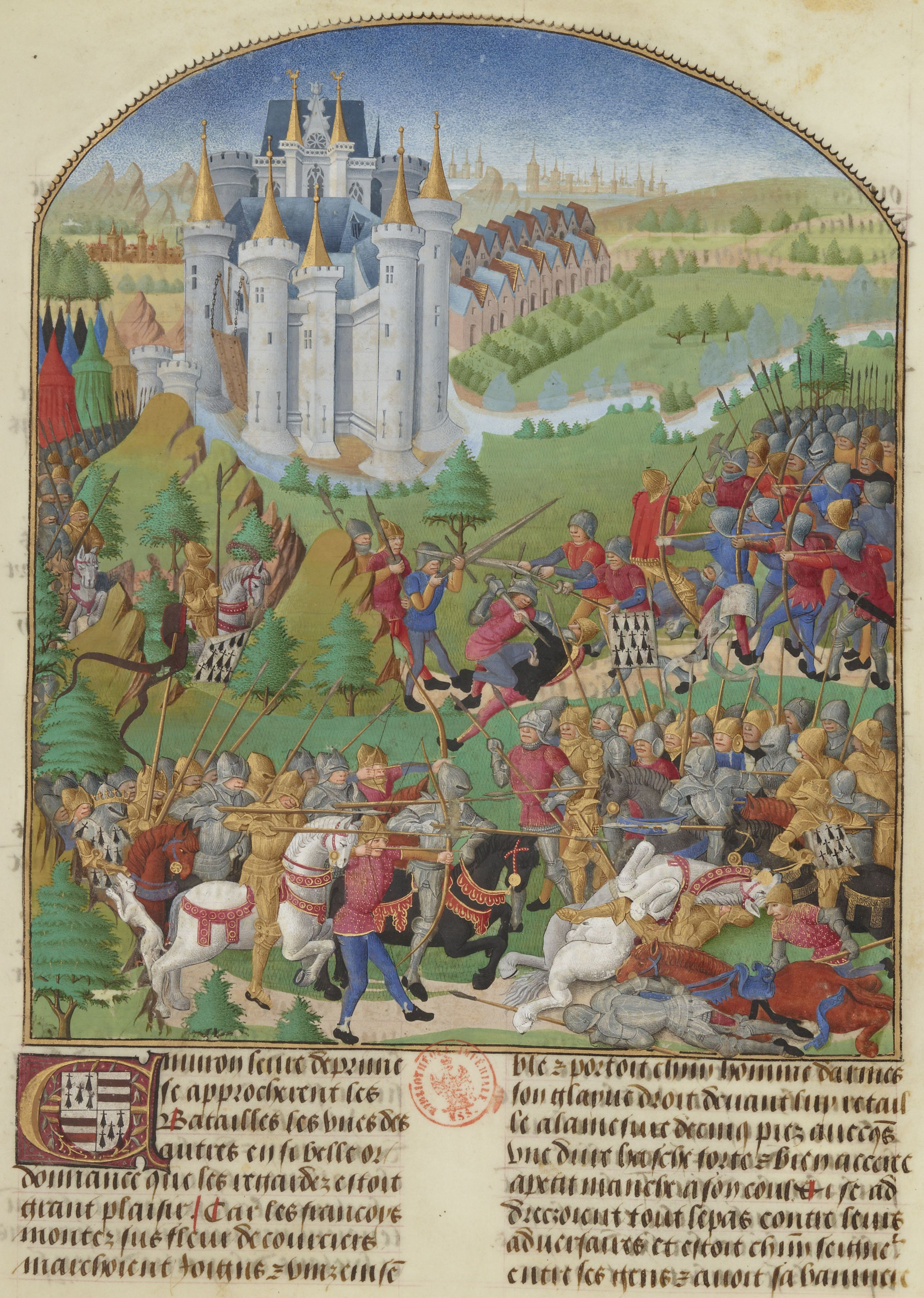
Битва при Оре. Миниатюра из «Сборника хроник из истории Бретани» Пьера ле Бу, XV в.

Сражение началось с короткой перестрелки английских лучников и французских арбалетчиков. Затем в бой вступили главные силы. Французы многократно обрушивали удары по позициям английских войск, но оставленные Иоанном резервы спасли положение. Битва была невероятно ожесточённой, с той и с другой стороны не брали пленных. Правое крыло французской армии было вскоре контратаковано и опрокинуто англичанами, бегством французов завершилась и английская атака левого фланга французских войск. Французский командующий Карл де Блуа, раненый копьём в битве, был добит английским воином. Англичане одержали уверенную победу.
Победа в битве положила конец войне за Бретонское наследство, завершившейся договором 1365 года.